# Indeterminismo
El indeterminismo es la actitud filosófica contradictoria al determinismo, es decir que los acontecimientos no dependen de un proceso causal "lineal", esto es por necesidad, sino de un proceso "no lineal", esto es por azar; y por azar no es sin causas, más por un sistema de causas no coordinadas (no lineales).
En oposición al determinismo (procesos necesitados por causas lineales), el indeterminismo niega la fuerza de la necesidad "absoluta" de todos procesos físicos y biológicos. Como el determinismo, el indeterminismo es un concepto ontológico, concerniente al ser.
Ya que el determinismo, que es siempre absoluto y global, niega libertad en las acciones humanas, el indeterminismo se extiende en el concepto antropológico de "libre albedrío". En el indeterminismo los conceptos de sistema, proceso y evento juegan un rol fundamental porque el azar es el resultado de una serie de causas no lineales (que no están relacionadas).

## Indeterminismo ontológico
El indeterminismo ontológico admite la existencia del azar como un factor del volverse de la materia, ya que esos es una mera forma de causalidad donde las causas no son “lineales” como en el determinismo, pero “no lineales”, es decir intrincadas. Por lo tanto, frente al determinismo, que insiste en una vinculación rígida entre causas y efectos de tipo necesitado, el indeterminismo ve también el azar como causa.
Aristóteles fue uno de los primeros en argumentar a favor del indeterminismo. Algunos filósofos han interpretado el "accidente" de Aristóteles como la convergencia de dos cadenas causales como compatibles con el determinismo, pero el propio Aristóteles es inequívoco al oponerse a la estricta necesidad. Los accidentes son consecuencia del azar. Las causas de las cuales pueden ocurrir resultados fortuitos son indeterminadas; por lo tanto, el azar es oscuro para el cálculo humano y es una causa accidental.
La creencia en el dominio absoluto de la necesidad teorizado por el determinismo es contradicha por el indeterminismo, admitiendo al mismo tiempo el azar. Sin duda el indeterminismo del mundo subatómico es demostrado cierto con el Principio de indeterminación de Werner Heisenberg, así recibiendo su ratificación final. La mecánica cuántica ve la dualidad onda-partícula de las partículas elementares subatómicas, que existen tanto como una realidad corpuscular, una masa, uno spin, y una carga electromagnética, mas también como una onda. De acuerdo con el Principio de indeterminación de Heisenberg, el movimiento de un electrón en torno del núcleo es casual. Esta "imprevisibilidad" de la materia elemental se refleja en la indeterminabilidad del mundo subatómico.
El físico de partículas elementales y descubridor de los quark Murray Gell-Mann, (Premio Nobel en 1969), escribió: "Si no somos capaces de hacer predicciones sobre el comportamiento de un núcleo atómico, imagínese cuánto más es el comportamiento fundamentalmente impredecible en todo el universo.[...] Más allá de estos simples principios presumiblemente, cualquier historia alternativa del universo depende de los resultados de un número inimaginablemente grande de accidentes.".

## Indeterminismo biológico
El biólogo Jacques Monod con su investigación de los años 1950-1960 es llegado después a afirmar la absoluta casualidad de las mutaciones genéticas. Eso le valió el Premio Nobel en 1965. El rol del azar, ya implícito en Darwin, fue así claro. Monod ha escrito en su libro El azar y la necesidad, ensayo sobre la filosofía natural de la biología moderna que "las mutaciones en el DNA son accidentales, que ocurren por casualidad. Y puesto que son la única fuente posible de la modificación genética del DNA como depositario de las estructuras hereditarias del organismo, se sigue necesariamente que sólo el azar es la base de nueva información genética en todo el mundo de la vida. El azar, único, absolutamente libre pero ciego, es la raíz misma del edificio de la evolución. Este concepto, central de la biología, no es una hipótesis entre muchas posibilidades, sino la única opción posible, la única que es compatible con la realidad observada y con la experiencia.
Confirmación notable del azar como motor de la evolución biológica ven por el biólogo y génetista japonés Motoo Kimura. Él ha demostrado en sus estudios de los años 60 que al nivel molecular el azar es el motor de la evolución. Kimura después sus indagaciones y sus estudios ha publicado su The Neutral Theory of Molecular Evolution donde se centra en su afirmación que "A nivel molecular la mayoría de los cambios evolutivos se debe a la deriva genética por obra del azar, ya que los genes mutantes son todos equivalentes en la selección".